# ایستگاه متروی هانزلو شرقی
ایستگاه متروی هانزلو شرقی (انگلیسی: Hounslow East tube station) یکی از ایستگاه‌های خط پیکدیلی متروی لندن است.
این ایستگاه که در ناحیه هانزلو قرار دارد در سال ۱۹۰۹ میلادی تأسیس شده است.